# Gleipnir
Gleipnir és el nus màgic amb què els nans lliguen el llop Fenrir perquè no pugui escapar i ferir els déus de la mitologia germànica. Abans s'havia intentat lligar el monstre amb nusos ben forts, però ell els havia pogut desfer. Gleipnir, però, es basava a unir els elements més diferents en una cinta fina amb un nus simple. Aquesta cinta estava formada pel miol d'un gat, pèl de dona, arrels d'una muntanya sagrada, tendons d'os, l'aire d'un peix quan bufa i la saliva d'un ocell.